# 熊本市立川尻小学校
熊本市立川尻小学校（くまもとしりつ かわしりしょうがっこう）は、熊本県熊本市南区川尻四丁目にある公立小学校。

## 沿革
- 1874年（明治7年） - 川尻小学校開校
- 1877年（明治10年） - 尋常川尻小学校と改称
- 1902年（明治35年） - 現在地に移転
- 1931年（昭和6年） - 熊本市と合併し熊本市立川尻尋常小学校と改称
- 1941年（昭和16年） - 熊本市立川尻国民学校と改称
- 1947年（昭和22年） - 熊本市立川尻小学校と改称

## クラブ活動

### 運動部
- 野球部
  - 西日本高野山旗学童軟式野球大会出場（平成15年度）
  - 九州大会出場（平成16年度）
  - 全日本学童軟式野球大会出場（平成18年度）
- サッカー部
- ミニバスケット部
- バレーボール部

### 文化部
- 合唱部

## 著名な出身者
- 倉科カナ - 女優[1]
- 松下舞琳 - 女流棋士[2]
- ダーティ・松本 - 漫画家